# Huracán Tanya
El huracán Tanya fue un huracán moderado de categoría 1, la primera tormenta con nombre que comenzó con una «T» en el Atlántico desde que se empezó a nombrar en 1950, y la última tormenta de la muy activa temporada de huracanes del Atlántico de 1995. Tanya, el vigésimo primer ciclón tropical, la decimonovena tormenta nombrada y el undécimo y último huracán de la temporada, se desarrolló a partir de una onda tropical mientras se encontraba al norte de las Antillas Menores el 26 de octubre de 1995. El sistema se dirigió hacia el noreste y se fortaleció hasta convertirse en la tormenta tropical Tanya el 27 de octubre. Tanya serpenteó por el Atlántico central y se intensificó aún más hasta convertirse en huracán el 29 de octubre. Posteriormente, Tanya se desplazó hacia el noreste antes de virar al estenoreste. Tras cambiar a dirección este, Tanya se debilitó a tormenta tropical el 1 de noviembre. Más tarde ese mismo día, Tanya atravesó las Azores en su transición a ciclón extratropical.
En las Azores, los remanentes extratropicales de Tanya produjeron fuertes vientos. Como resultado, se produjeron cuantiosos daños materiales, incluyendo viviendas destruidas o dañadas y barcos hundidos. También se reportaron daños significativos a la agricultura. Sin embargo, se desconoce la cifra exacta de daños. Además, hubo una víctima mortal y varios heridos.

## Historia meteorológica
El huracán Tanya se originó a partir de una onda tropical que se desplazó frente a la costa occidental de África a mediados de octubre de 1995. La onda siguió de cerca la trayectoria de la tormenta tropical Sébastien y no logró desarrollarse en el Atlántico tropical a medida que avanzaba hacia el oeste. El sistema no comenzó a organizarse hasta el 25 de octubre, mientras se encontraba al sursureste de Bermudas. Sin embargo, la técnica Dvorak no logró clasificar el sistema hasta el 26 de octubre, cuando el remolino de nubes bajas se organizó mejor al desplazarse hacia el norte por el Atlántico central. Esa noche, se formó una circulación cerrada, que fue clasificada como depresión tropical Veintiuno por el Centro Nacional de Huracanes. En la mañana del 27 de octubre, se fortaleció hasta convertirse en tormenta tropical, convirtiéndose en la decimonovena y última tormenta con nombre de la temporada. Operacionalmente, no fue declarado ciclón tropical hasta ese momento, cuando inmediatamente fue declarado tormenta tropical Tanya.
Inmediatamente después de convertirse en tormenta tropical, el movimiento de Tanya se vio obstaculizado por una baja presión en los niveles superiores cercana, y rápidamente giró hacia el este antes de prácticamente detenerse a principios del 28 de octubre. La baja presión en niveles altos también influyó en Tanya, otorgándole características subtropicales, incluyendo una banda nubosa en forma de coma y vientos máximos alejados del centro de la tormenta en ese momento. A pesar de ello, la tormenta se fortaleció gradualmente mientras permanecía sobre aguas cálidas de aproximadamente 27 °C (81 °F). Esa tarde adquirió características tropicales plenas, ya que se empezó a formar un ojo en el denso cielo nublado central. El ojo se definió con claridad, aunque era pequeño. A primeras horas del 29 de octubre, la tormenta tropical Tanya se convirtió en huracán , el undécimo de la temporada de 1995, al virar hacia el norte en respuesta a la baja presión cercana.
Más tarde, el 29 de octubre, mientras se dirigía lentamente hacia el norte, Tanya se estabilizó hasta convertirse en un huracán de categoría 1. A la mañana siguiente, un frente frío al oeste obligó a Tanya a acelerar en una trayectoria más hacia el este. Se mantuvo bastante bien organizado con un ojo distintivo mientras quedó encajado en una zona estrecha de aire cálido entre el frente frío al oeste y el frente de baja presión de nivel superior al noreste. A pesar de que el agua estaba ligeramente más fría, Tanya se fortaleció un poco más esa tarde, alcanzando su intensidad máxima de 85 mph (135 km/h) con una presión barométrica de 972 mbar a medida que aumentaba la velocidad de avance. Esa intensidad se mantuvo hasta tarde el 31 de octubre, cuando Tanya comenzó a debilitarse a medida que viajaba sobre aguas más frías y su ojo se oscureció. A primeras horas del 1 de noviembre, Tanya comenzó a perder sus características tropicales mientras aún era un huracán. El huracán Tanya también se dirigía rápidamente al noreste, rumbo a las Azores. Tanya fue degradada de huracán a tormenta tropical el 1 de noviembre. A pesar del debilitamiento, el campo de viento de Tanya se hizo más grande. Esa tarde, Tanya fue declarada totalmente extratropical al pasar por las Azores. El ciclón remanente giró hacia el norte, antes de ser absorbido por otro ciclón extratropical a primeras horas del 3 de noviembre.

## Impactos
El huracán Tanya no fue considerado una amenaza para la tierra, ya que no atravesó las Azores mientras era un ciclón tropical. Las Azores se vieron muy afectadas por la tormenta, que acababa de ser declarada extratropical cuando azotó la región. Los daños fueron especialmente graves en las islas de Faial, Pico, São Jorge y Terceira. Se registraron cuantiosos daños materiales, incluyendo numerosas embarcaciones volcadas y varias viviendas dañadas o destruidas. También se produjeron importantes daños agrícolas en la zona. Numerosos árboles y líneas eléctricas fueron derribados, lo que provocó cortes de electricidad y dificultó las comunicaciones en la zona. Las ráfagas de viento más altas registradas en las Azores alcanzaron los 170 km/h (105 mph). Tras la tormenta, el Gobierno de Portugal presentó una resolución al Parlamento Europeo y declaró las islas como zona de desastre. Un pescador español se ahogó y varias personas resultaron heridas.
Se reportaron numerosos vientos con fuerza de tormenta tropical provenientes de buques en el Atlántico Norte. Un buque, con el indicativo GBSA, se enfrentó a los vientos de Tanya dos veces y reportó los vientos más fuertes de cualquier buque, de 112 km/h (71 mph).

## Récords y distinciones
- El huracán Tanya fue el primer ciclón tropical al que se le asignó un nombre que comenzaba con la letra "T" desde que se comenzó a nombrar a los ciclones tropicales del Atlántico en 1950.[16] Hubo seis tormentas tropicales del Atlántico con nombre T posteriores: Tammy en 2005 y 2023, Tomás en 2010, Tony en 2012, Teddy en 2020 y Teresa en 2021.[17]